# Koblenz International Guitar Festival & Academy
Das Koblenz International Guitar Festival & Academy ist ein internationales Gitarrenfestival, das jährlich in Koblenz veranstaltet wird.

## Festival
Das Koblenz International Guitar Festival wurde 1992 von dem Komponisten und Musikpädagogen Georg Schmitz – zunächst unter dem Namen Internationales Pfingstseminar – ins Leben gerufen. Zu den ersten Dozenten des Festivals gehörten der klassischer Gitarrist und Musikpädagoge Hubert Käppel und der deutsche Jazz-Gitarrist Frank Haunschild.
Seit seinen Anfängen hat sich das Festival zu einem renommierten und international beachteten Gitarrenfestival entwickelt. Es beinhaltet jedes Jahr eine Woche lang Konzerte, Workshops, Meisterkurse und Vorträge rund um die klassische Gitarre, organisiert seit 1993 mit der Koblenz International Guitar Competition – die seit 2004 Koblenz International Guitar Competition „Hubert Käppel“ heißt – einen anspruchsvollen Gitarrenwettbewerb und fördert mit seiner Junior Guitar Academy mit Einzelunterricht und technischen Gruppenstunden junge Gitarristen ab dem Kindesalter. Zusätzlich sind zahlreiche Gitarrenbauer, Musikverlage und Saitenhersteller mit ihren neuesten Produkten vertreten. Als orchestrale Verstärkung des Gitarrenfestivals beteiligt sich seit Anfang der 2000er Jahre das Staatsorchester Rheinische Philharmonie. Seitdem ist „das große Konzert Friday Night for Guitar & Orchestra einer der Festival-Höhepunkte.“ Direktor des Festivals und der Koblenz International Guitar Competition ist Georg Schmitz.

Das seit seinen Anfängen ständig wachsende Festival findet in Koblenz in der Rhein-Mosel-Halle, im Kurfürstlichen Schloss, der Festung Ehrenbreitstein, der Liebfrauenkirche, der Citykirche am Jesuitenplatz und weiteren Veranstaltungsorten statt.

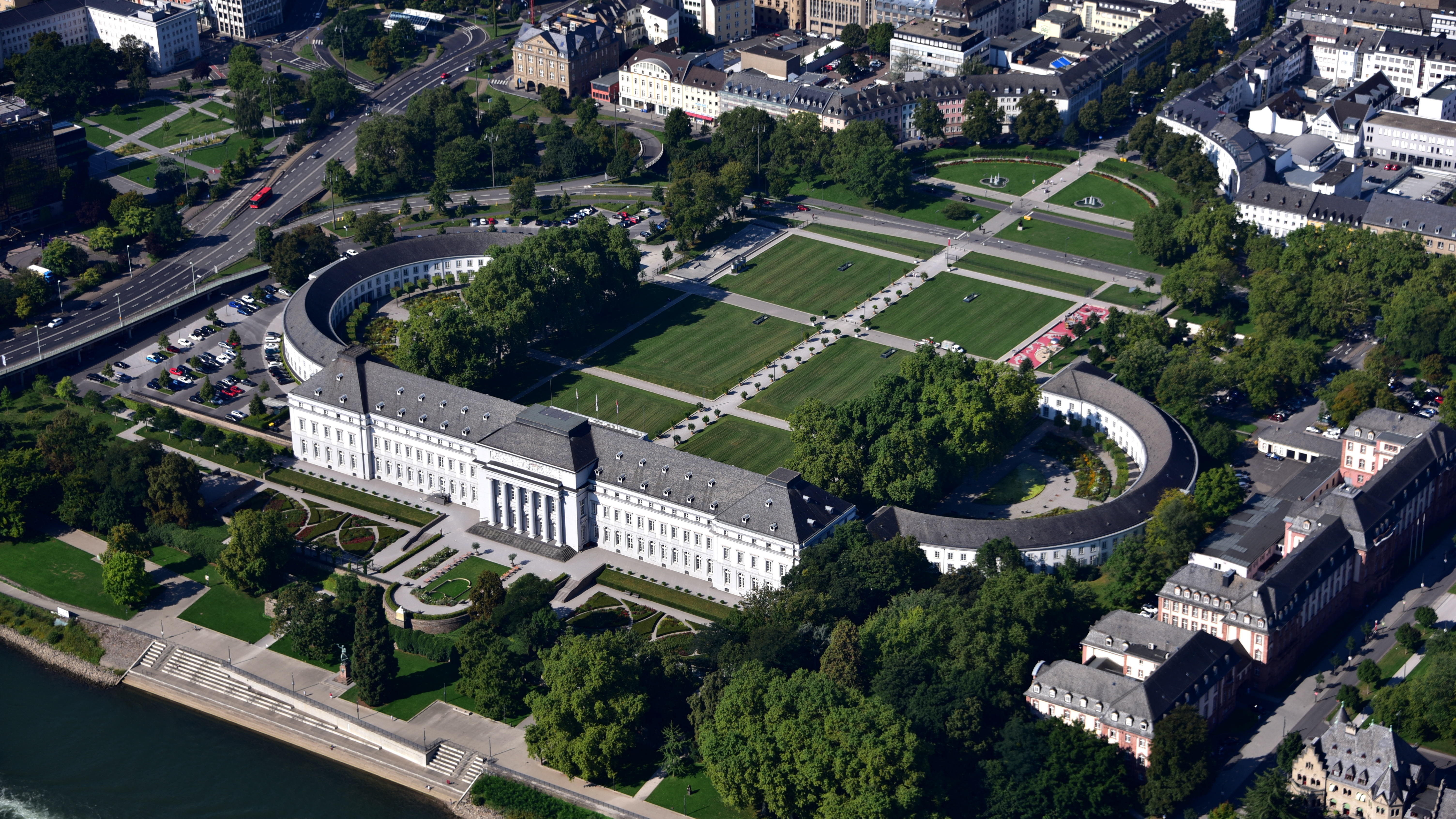
Kurfürstliches Schloss
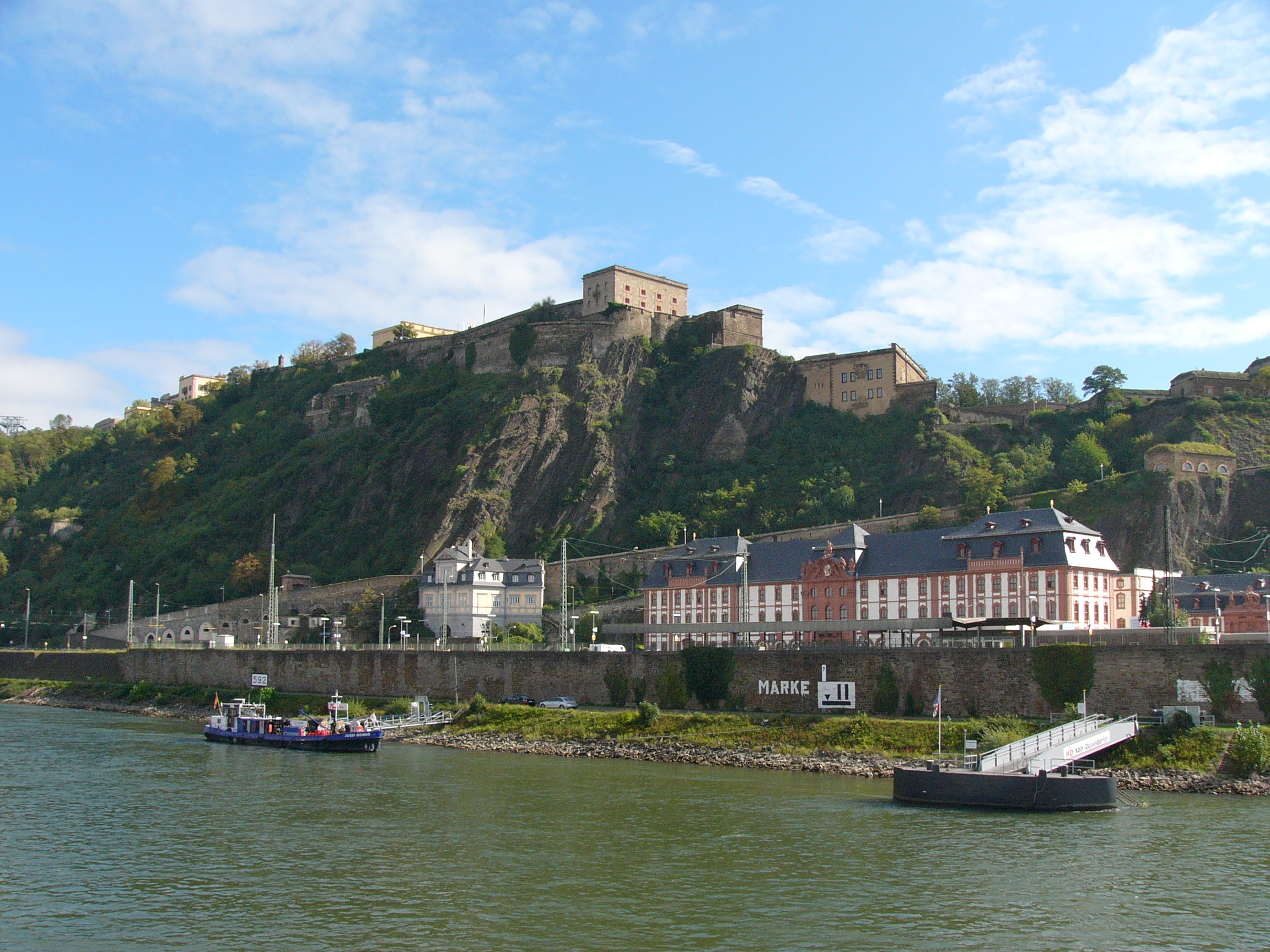
Festung Ehrenbreitstein
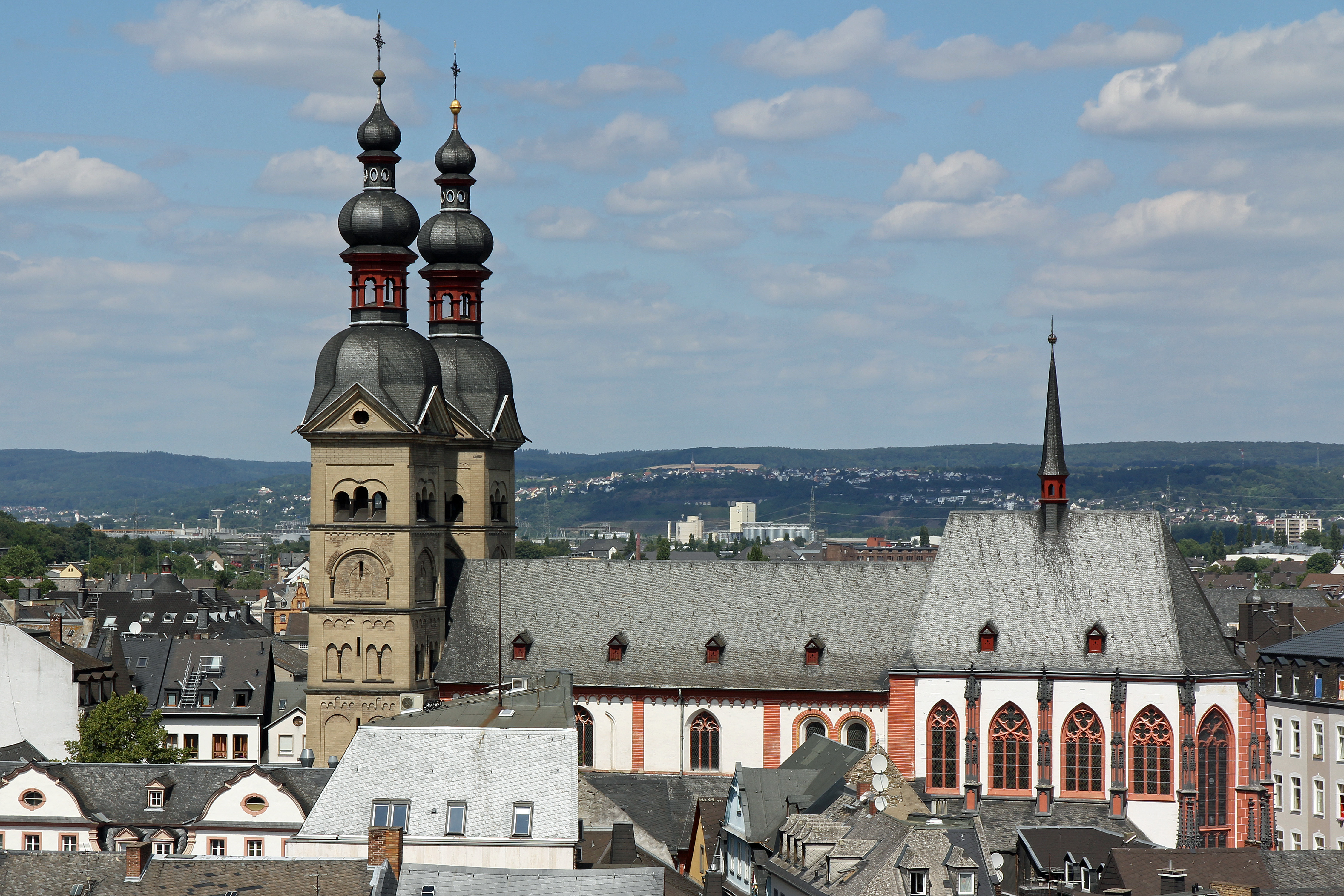
Liebfrauenkirche
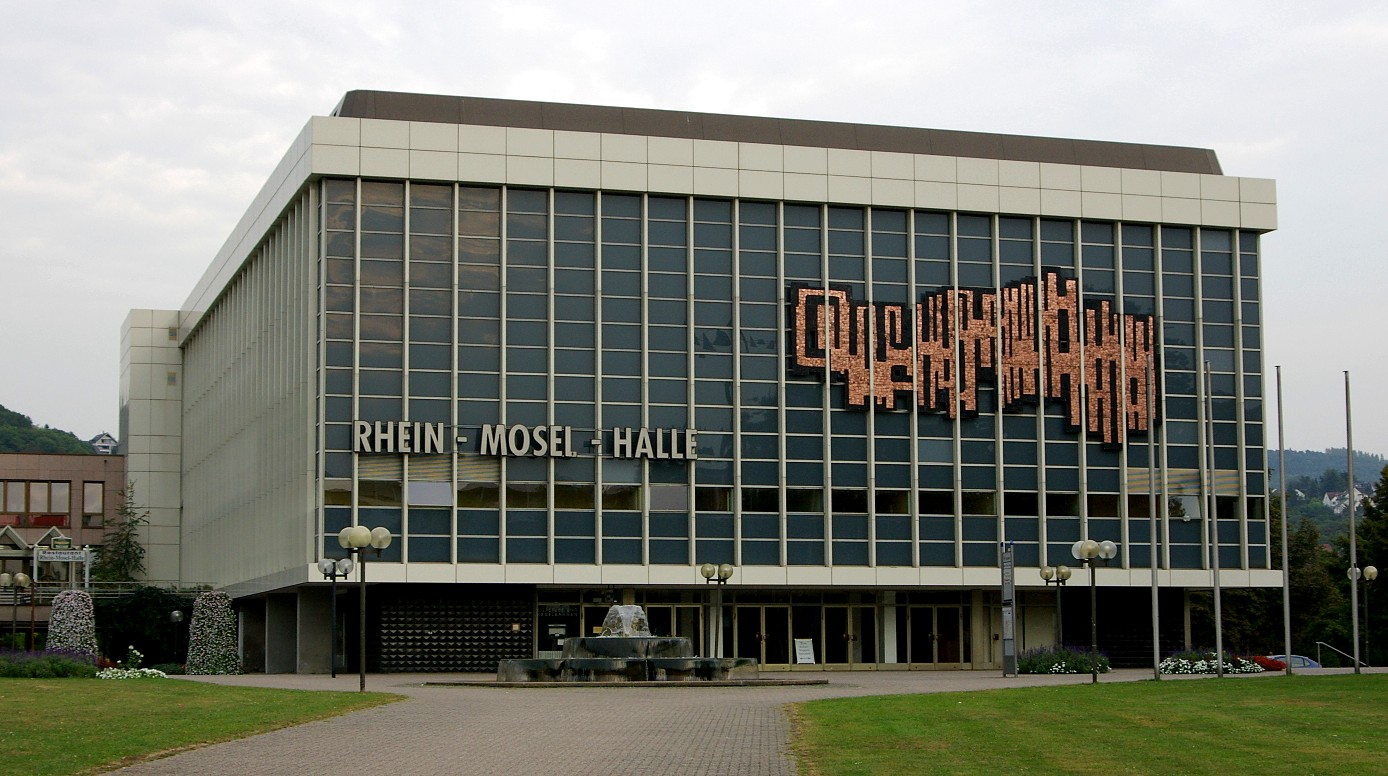
Rhein-Mosel-Halle

Die Wertschätzung, die das Festival genießt, zeigt sich an der hohen Anzahl teilnehmender Studenten, auftretender Künstler, Dozenten und Juroren, die alljährlich aus bis zu 50 Nationen nach Koblenz kommen.
Zu den auftretenden Künstlern und Dozenten gehörten bisher so namhafte und international tätige Gitarristen wie Tristan Angenendt, Manuel Barrueco, Gabriel Bianco, Aniello Desiderio, Petrit Çeku, Zoran Dukic, Marcin Dylla, Alfred Eickholt, József Eötvös, Frank Haunschild, Hans-Werner Huppertz, Dale Kavanagh, Hubert Käppel, Goran Krivokapic, Lukasz Kuropaczewski, Judicaël Perroy, Alvaro Pierri, Russell Poyner, Alexander S. Ramirez, Gerhard Reichenbach, Pepe Romero, David Russell, Göran Söllscher, Pavel Steidl, Otto Tolonen, Olaf Van Gonnissen und Tomasz Zawierucha.
In unregelmäßigen Abständen werden auf dem Festival Ehrenpreise für das Lebenswerk vergeben. Bei den bisherigen Preisträgern handelt es sich um:
| Jahr | Preisträger                             |
| ---- | --------------------------------------- |
|      | Pepe Romero und Celin Romero ( Spanien) |
|      | Konrad Ragossnig ( Österreich)          |
|      | John D’Addario ( Vereinigte Staaten)    |
|      | Bernard Maillot ( Frankreich)           |
| 2018 | Wolf Biermann ( Deutschland)            |
| 2022 | Hubert Käppel ( Deutschland)            |
| 2024 | Manuel Barrueco ( Kuba)                 |

## Wettbewerb
Im Rahmen des Koblenz International Guitar Festival findet jährlich seit 1993 die Koblenz International Guitar Competition statt. Als Anerkennung für die Verdienste Hubert Käppels heißt der Gitarrenwettbewerb seit 2004 Koblenz International Guitar Competition „Hubert Käppel“. Ziel des Wettbewerbs ist die „Förderung des professionellen klassischen Gitarrenspiels“. Vergeben werden Geldpreise (3.000,-, 2.000,- und 1.000,- €) für die drei besten klassischen Gitarristen, mehrere Sonderpreise (z. B. Preis der Koblenz International Guitar Society, DotGuitar Prize), Sachpreise und Konzertengagements. Die Gewinner und Finalisten werden in drei Wettbewerbsrunden ermittelt. Von den Wettbewerbsteilnehmern „kommen 25 in die nächste Runde. Sechs schaffen es ins Finale. Nicht in jedem Jahr gibt es einen Sieger ... Wer hier gewinnt, kann sich berechtigte Hoffnungen machen, demnächst zum kleinen Kreis jener Gitarristen zu gehören, die durch die Welt ziehen und von ihrer Kunst tatsächlich leben können.“
Die Jury des Wettbewerbes setzt sich aus erfahrenen Musikpädagogen und klassischen Gitarristen zusammen. So waren etwa für das 29th Koblenz International Guitar Festival im Jahr 2019 Tristan Angenendt ( Deutschland), Nora Buschmann (( Deutschland)), Alfred Eickholt ( Deutschland), József Eötvös ( Ungarn), Margarita Escarpa ( Spanien), Jörg Gauchel ( Deutschland), Dale Kavanash ( Kanada), Hubert Käppel ( Deutschland), Lucio Matarazzo ( Italien), Matt Peters ( Vereinigte Staaten), Alexander S. Ramirez ( Deutschland /  Peru), Fabio Scarduelli ( Brasilien), Günter Schillings ( Deutschland), Georg Schmitz ( Deutschland), Olaf Van Gonnissen ( Deutschland) und Liying Zhu ( Volksrepublik China) als Juroren tätig.
Preisträger des Gitarrenwettbewerbes in den letzten Jahren waren:
| Jahr | 1. Preis                            | 2. Preis                                  | 3. Preis                                                   |
| ---- | ----------------------------------- | ----------------------------------------- | ---------------------------------------------------------- |
| 2024 | Hao Yang ( Volksrepublik China)     | Samrat Majumder ( Vereinigtes Königreich) | Gwenyth Aggeler ( Vereinigte Staaten)                      |
| 2023 | Nicht vergeben                      | Franciso Almeida Luis ( Portugal)         | Io Yamada ( Japan)                                         |
| 2022 | Filippos Manoloudis ( Griechenland) | Dragos Ilie ( Rumänien)                   | Alexia Knopp ( Frankreich)                                 |
| 2021 | Carlo Curatolo ( Italien)           | Nicht vergeben                            | Jeseok Bang ( Südkorea) und Airam de Vera Ramos ( Spanien) |
| 2020 | Marco Toptschij ( Ukraine)          | Jeseok Bang ( Südkorea)                   | Joaquim Santos Simons ( Portugal)                          |
| 2019 | Igor Klokov ( Russland)             | Peter Graneis ( Deutschland)              | Luis Alejandro García Perez ( Spanien)                     |
| 2018 | Nicht vergeben                      | Koki Fujimoto ( Japan)                    | François-Xavier Dangremont ( Frankreich)                   |
| 2017 | Campbell Diamond ( Australien)      | Elena Fomenko ( Russland)                 | Jesse Flowers ( Australien)                                |

## Academy
Nach dem erfolgreichen Anfängen des Musikfestivals gründeten Hubert Käppel und Georg Schmitz 2001 die Gitarrenakademie Koblenz, die hochbegabte Musikschüler auf das Studium vorbereitete. Hieraus entwickelte sich im Jahr 2007 die Koblenz International Guitar Academy.
„Die Koblenz International Guitar Academy ist eine ganzjährig arbeitende Einrichtung des Koblenz International Guitar Festival & Academy, die sich in ihren sechs Abteilungen der Fort-, Aus- und Weiterbildung junger Gitarristinnen und Gitarristen aus aller Welt widmet. Kooperationspartner sind die Hochschule für Musik der Johannes Gutenberg-Universität Mainz, das Staatsorchester Rheinische Philharmonie, die Gitarrenakademie der Musikschule der Stadt Koblenz und die Koblenz International Guitar Society.“
Bei den sechs Abteilungen handelt es sich um:
- Masterstudiengang Gitarre (Weiterbidungs-Masterstudiengang M.MUS.) in Kooperation mit der Hochschule für Musik der Johannes Gutenberg-Universität Mainz
- Studienvorbereitung (Bachelor)
- Studienvorbereitung (Master)
- Hochbegabtenfrühförderung in Zusammenarbeit mit der Musikschule der Stadt Koblenz
- Postgraduate Studies in Zusammenarbeit mit dem Staatsorchester Rheinische Philharmonie und der Musikschule der Stadt Koblenz
- Fortbildung für Musikschullehrer und Schulmusiker[10]

## Guitar Society
Zur finanzielle und praktischen Unterstützung des Koblenz International Guitar Festival & Academy wurde die Koblenz International Guitar Society e. V. als gemeinnütziger Verein gegründet. „In der Society engagieren sich Gitarren-, Musik- und Kulturinteressierte, die jungen Menschen in Koblenz und der Region die bestmöglichen Rahmenbedingungen für ihre Kunst schaffen wollen.“

## Rezeption
In seinem Beitrag „Die leise Stimme der Schönheit“ über das 25th Koblenz International Guitar Festival für den Deutschlandfunk schreibt Jan Tengeler: „Einmal im Jahr trifft sich die Weltelite der Konzertgitarristen zum Koblenz International Guitar Festival & Academy am Rhein. Sie alle verbindet die Hingabe zu einem schwer zu spielenden Instrument, das all jene betört, die sich darauf einlassen – mysteriös, manchmal prätentiös, vielstimmig und wohlklingend. ... Musik von Bach bis Britten, von Enrique Granados über Heitor Villa-Lobos bis zu zeitgenössischen Komponisten werden hier präsentiert. Zusätzlich gibt es einen Wettbewerb und auch Meisterkurse. Die jungen Teilnehmer des Wettbewerbs kommen aus der ganzen Welt, um eine gute Woche lang Stars wie Pepe Romero, David Russell oder Manuel Barrueco auf der Bühne und im Unterricht zu erleben ... In 25 Jahren hat sich das Koblenzer International Guitar Festival + Academy einen einzigartigen Ruf in der Welt der Konzertgitarristik erworben. Es hat sich selbst zudem eine Struktur geschaffen, die langfristige Arbeit auf hohem Niveau garantieren soll. Angeboten werden ganzjährige Kurse zur Studienvorbereitung, postgraduierten Studiengänge und weiterbildende Maßnahmen für Lehrkräfte. So kommt es, dass Koblenz auch außerhalb der Festivalwoche für Kenner ein Begriff ist.“